# Debat Tanenbaum-Torvalds
El debat Tanenbaum-Torvalds fou un debat entre Andrew S. Tanenbaum i Linus Torvalds, en relació al nucli de Linux, i l'arquitectura de  nuclis en general. Tanenbaum va començar el debat el 1992, en el grup de discussió de Usenet:news://comp.os.minix comp.os.minix, argumentant que els micronuclis són superiors als  nuclis monolítics, i per tant, Linux era -fins i tot ja l'any 1992 - obsolet. Altres furoners notables, com David S. Miller i Theodore Ts'o es van unir al debat.
El debat s'ha considerat de vegades com una guerra de respostes irades.
Aquest tema va ser reprès el 2006 després que Tanenbaum escrivís una notícia de primera pàgina per Computer Magazine, titulada «Podem fer més segurs i fiables als sistemes operatius?».
Si bé Tanenbaum ha esmentat que no va escriure l'article per renovar el debat sobre el disseny del nucli,
la juxtaposició de l'article i una còpia arxivada del debat de 1992, en el lloc de tecnologia Slashdot, van causar que el tema es revifés.
Torvalds va publicar una refutació als arguments de Tanenbaum, a través d'uns fòrums de discussió en línia,
i molts llocs de notícies tecnològiques van començar a reportar aquest assumpte.
Això va estimular a Jonathan Shapiro a respondre que la majoria dels sistemes computacionals provats i assegurances utilitzen un enfocament basat en micronuclis.

## El debat

Vista gràfica general d'un nucli monolític

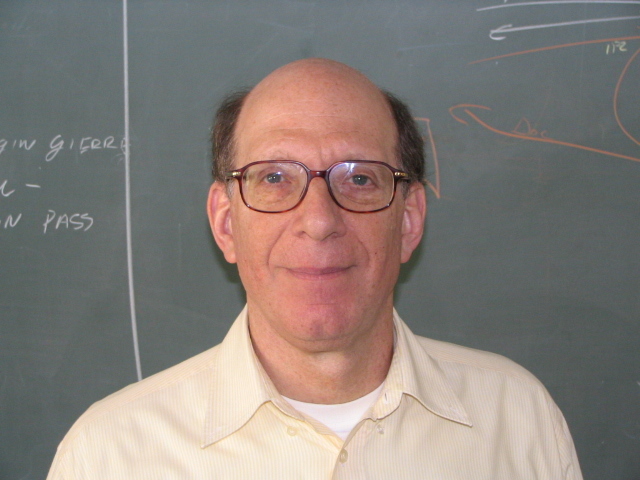
Dr Andrew S. Tanenbaum (anomenat «ast», a comp.os.minix)

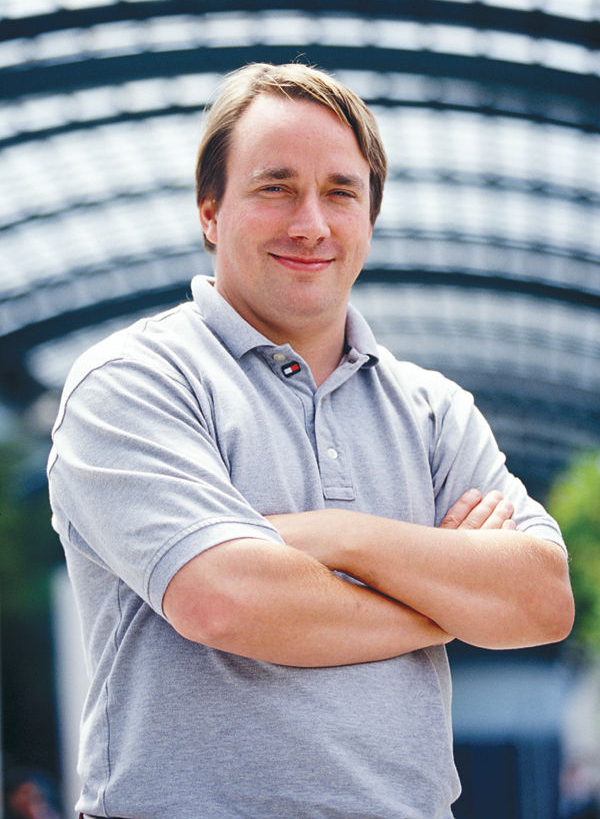
Linus Torvalds

Tot i que el debat va començar de forma relativament moderada, amb dues parts involucrades fent només declaracions trivials sobre el disseny del nucli, es tornaria progressivament més detallat i sofisticat amb cada ronda. A més del disseny del nucli, el debat es va ramificar cap a altres temes diferents, com ara què  arquitectura de microprocessador venceria a altres en el futur. A més de Tanenbaum i Torvalds, moltes altres persones es van unir al debat, inclòs Peter MacDonald, un antic desenvolupador del nucli de Linux, i creador d'una de les primeres  distribucions: Softlanding Linux System. David S. Miller, un dels desenvolupadors centrals del nucli de Linux, i Theodore Ts'o, el primer desenvolupador  nord-americà del nucli de Linux.

## "Linux és obsolet"
El primer esdeveniment en el debat es va registrar el 29 de gener de 1992, quan Tanenbaum va publicar aquesta crítica sobre el nucli de Linux en  comp.os.minix , indicant com el disseny  monolític era perjudicial per les seves habilitats, en una publicació titulada "Linux és obsolet». Si bé inicialment no es va endinsar en detalls tècnics per explicar per què sentia que el disseny de microkernel era millor, si va suggerir que estava majorment relacionat amb la portabilitat, argüint que el nucli de Linux estava estretament lligat a la línia de processadors x86, per ser d'ús en el futur, ja que l'arquitectura seria substituïda per aquest llavors. Per posar les coses en perspectiva, va esmentar com escriure un nucli monolític en 1991 era «un gran pas, de tornada als setanta».
Ja que aquesta crítica va ser publicada en un grup de notícies, Torvalds va ser capaç de respondre-hi directament. Ho va fer tan sols un dia després, indicant que Minix tenia falles de disseny intrínseques-nomenant la manca de multithreading, com un exemple específic-, alhora que reconeixia trobar el disseny de micronucli superior «des d'un punt de vista teòric i estètic ».
També ha afirmat que ja ell desenvolupava el nucli de Linux al temps lliure, i el brindava gratuïtament (el Minix de Tanenbaum no era gratuït en aquells dies), Tanenbaum no havia de posar objeccions als seus esforços. A més, mencinó com desenvolupar Linux especialment per al Intel 80386, ja que estava pensat, en part, com un exercici d'aprenentatge per Torvalds mateix, si bé va admetre que això feia el nucli menys portable que MINIX, va assegurar que això era un principi de disseny acceptable, ja que va fer la interfície de programació d'aplicacions més simple i més portable. Per aquest motiu, va expressar: "Linux és més portable que MINIX".

Esquema del funcionament d'un micronucli.

Seguint la resposta de Linus, Tanenbaum va argumentar que les limitacions de Minix tenien a veure amb el fet que ell fos professor, manifestant el requeriment que el sistema pogués ser executat en el maquinari limitat l'estudiant mitjana, el qual va observar, era un ordinador obtinguda de Intel 8088, de vegades fins i tot sense un disc dur.
Linux era, en aquell moment, construït específicament per a l'Intel 80386, un processador significativament més poderós i costós. Tanenbaum també va declarar específicament:
| « | […] prop d'un any enrere, existien dues versions (de MINIX), una per a la PC (disquets de 360K) i una per a la 286/386 (1.2M). La versió de PC venia més que la versió 286/386, en proporció de 2 a 1. | » |

Va assenyalar que tot i que Linux era gratuït, no seria una opció viable per als seus estudiants, ja que no serien capaços de pagar el costós maquinari necessari per executar-se, i que Minix podia ser utilitzat en una «PC 4.77 MHz convencional, sense disc dur». A això, Kevin Brown, un altre usurio del grup Usenet, va respondre que Tanenbaum no hauria queixar sobre dels lligams de Linux a l'arquitectura 386, ja que això era el resultat d'una decisió conscient, en comptes d'una falta de coneixement sobre disseny de sistemes operatius, i va assegurar:
| « | […] un objectiu explícita de disseny per a Linux era prendre avantatge de les característiques especials de l'arquitectura 386. Llavors, què vols dir? Diferents fites en el disseny atorguen diferents dissenys. | » |

També ha indicat que dissenyar un sistema específicament per maquinari econòmic causaria que tingués problemes de portabilitat en el futur. Malgrat el fet que Minix no era completament compatible amb el nou maquinari, Tanenbaum va argumentar que atès que l'arquitectura x86 seria superada per altres dissenys d'arquitectures en el futur, ell no necessitava abordar aquesta qüestió, apuntant:
| « | I tant que d'aquí a cinc anys tot serà diferent, però d'aquí a cinc anys tots s'utilitzaran GNU en els seus 200 MIPS, 64M SPARCstation-5. | » |

Va afirmar que el nucli Linux eventualment deixaria de ser del gust dels usuaris, en la mesura que el maquinari progressés, a causa d'estar estretament lligat a l'arquitectura 386. (Vegeu la secció  Prediccions errònies per un detallat informe sobre aquesta afirmació).
Torvalds va intentar donar fi a la discussió en aquest punt, expressant que sentia haver reaccionat de manera exagerada a les declaracions inicials de Tanenbaum, i que li escriuria un correu electrònic personal per disculpar. No obstant això, continuaria amb el debat més endavant.

## Seqüeles
Malgrat aquest debat, Torvalds i Tanenbaum sembla que continuen en bons termes; Torvalds desitja deixar clar que no té cap negativitat contra Tanenbaum, i aquest últim remarca que els desacords sobre qüestions tècniques no s'haurien de considerar com disputes personals.

## Prediccions errònies
Quan aquest assumpte i el debat complet van ser publicats en el llibre de O'Reilly Media, Open Sources: Voices from the Open Source Revolution el 1999, es va expressar que el debat exemplifica «la manera com el món pensava sobre el disseny de sistemes operatius en aquest llavors».
El processador 386 era llavors el xip més comú, d'acord amb el participant Kevin Brown, mentre que el 486 s'utilitzava en ordinadors d'alta gamma, i el 286 era pràcticament obsolet, i la World Wide Web no era utilitzada encara extensament. Un dels arguments de Tanenbaum contra Linux va ser que estava estretament lligat a la línia de procesadorer x86, el que va afirmar no ser «el camí a seguir». Tanmateix, fins al 2011, el x86 i la seva extensió compatible amb versions anteriors, el x86-64, es mantenen com les arquitectures de CPU aclaparadorament dominants en els ordinadors d'escriptori. Linux ha estat portat a molts altres processadors i arquitectures, inclosa l'ARM,  AVR32,  Alpha, IA-64,  680x0,  MIPS, POWER/PowerPC, i SPARC.
Un altre tema recurrent en el debat tracta alternatives a  Linux i Minix, com ara GNU i  4.4BSD. Tanenbaum va suggerir la primera en el seu primera publicació, assegurant que a diferència de Linux, es tractava d'un sistema «modern». En la seva segona publicació, va esmentar:
| « | […] d'aquí a cinc anys tothom estarà executant GNU lliure en els seus MIPS 200, 64M SPARCstation-5. | » |

Molts participants van dissentir amb què GNU fos una alternativa adequada. Kevin Brown el va anomenar vaporware, i ha afirmat que Linux sense dubte es beneficiaria de l'arquitectura x86, que continuaria sent comú i es tornaria més accessible per al públic general. Theodore Ts'o, un antic contribuïdor de Linux, va dir que mentre un enfocament basat en un microkernel tindria beneficis, «[…] Linux aquí, a diferència de GNU: i la gent ha estat treballant en  Hurd durant molt més temps que el que Linus ha estat treballant en Linux ".
Torvalds, conscient dels esforços de GNU per crear un nou nucli, va declarar:
| « | Si el nucli GNU hagués estat a punt la primavera passada, no m'hagués molestat tan sols en començar el meu projecte: el fet és que no hi era, i encara no està apunt. | » |

4.4BSD-Lite no estaria disponible fins dos anys més tard, a causa de la demanda entre USL i BSDi, presentada per la subsidiària de AT&T: Unix System Laboratories, en contra de Berkeley Software Design, que pertanyia a la propietat intel·lectual relacionada a UNIX. La demanda retardar el desenvolupament dels descendents de programari lliure de BSD, durant gairebé dos anys, mentre el seu estatus legal estava en dubte. Ja que Linux no tenia tan ambigua legal, els sistemes basats en ell van aconseguir més suport. Un acord ens USL i BSDi va ser aconseguit el gener de 1994, i 4.4BSD va ser llançat al juny. (Mentre que la versió final va ser llançada el 1995, moltes versions gratuïtes basades en aquesta versió han estat mantingudes des de llavors, inclosos FreeBSD, OpenBSD i NetBSD).

## L'incidentsamizdat
El 23 de març de 2004, Kenneth Brown, president de Alexis de Tocqueville Institution, entrevistar Tanenbaum. Aquest va ser el preàmbul a la publicació d'un llibre, autoria de Brown, titulat  samizdat: And Other Issues regarding the 'Source' of Open Source Code. El llibre assegura que Linux va ser inicialment copiat il·legalment de Minix. Tanenbaum va publicar una forta refutació, defensant Torvalds, i va manifestar en aquell moment:
| « | M'agradaria acabar aclarint unes quantes idees errònies, i també corregint un parell d'errors. Primer, jo no estic enemistat amb Linus: honestament. Ell tampoc està enutjat amb mi. No sóc un «mal perdedor», qui sent haver estat eclipsat per Linus. Minix s'havia només un passatemps divertit per a mi. Sóc un professor. Ensenyo i faig investigacions, escric llibres i vaig a conferències, faig el que correspon a un professor. M'agrada la meva feina, gaudeixo dels meus estudiants i de la universitat. […] Vaig escriure Minix perquè volia que els meus alumnes tinguessin experiència pràctica jugant amb un sistema operatiu. Després que AT & T va prohibir ensenyar amb el llibre de John Lions, vaig decidir escriure un sistema operatiu tipus UNIX perquè els meus estudiants l'utilitzessin. […] No intentava reemplaçar GNU / Hurd o Berkeley UNIX. Déu sap, ho he dit en prou ocasions. Només volia mostrar als meus alumnes ia altres estudiants com es pot escriure un sistema operatiu tipus UNIX utilitzant tecnologia moderna. Moltes altres persones volien un UNIX de lliure producció, amb moltes característiques irrellevants, i volien convertir Minix en això. Va ser arrossegat pel corrent cap a això, durant algun temps, però llavors Linux va aparèixer. De fet em vaig sentir alleujat per poder tornar a exercir com a mestre. […] Linus sembla estar fent un excel·lent treball, i li desitjo molt èxit en el futur. Tot i que escriure Minix s'havia molt divertit, no ho considero com el més important que he fet. Va ser més una distracció que una altra cosa. El més important que he fet és produir un nombre increïble de bons estudiants, especialment alumnes de doctorat. Visiteu meva pàgina personal per conèixer la llista. Han fet coses fantàstiques. Estic tan orgullós com una mare. En la mesura que Linus pot explicar-se com la meva estudiant estic orgullós d'ell, també. Als professors els agrada quan les seves estudiants obtenen major glòria. | » |